# 皮涅罗夫卡
皮涅罗夫卡（羅馬化：Pinerovka）是俄罗斯萨拉托夫州的市级镇，为该州巴拉绍夫区第二大聚居地。地处萨拉托夫州西部，位于顿河流域霍皮奥尔河畔，在区行政中心巴拉绍夫及州府萨拉托夫西方。镇南侧设有同名铁路车站。
该地2022年人口有3,315人；2010年人口3,442；2002年人口3,629；1989年人口3,669。